# Linea Nekrasovskaja
La Linea Nekrasovskaja (in russo Некрасовская линия?) o linea 15, fino al 2018 conosciuta come in russo Кожуховская?, Kožuchovskaja, è una linea della metropolitana di Mosca inaugurata nel 2019. Con l'apertura della stazione di Elektrozavodskaja nel dicembre 2020, la linea conta 11 stazioni per un totale di 25,3 km di tracciato, parte del quale (tra le stazioni di Nižegorodskaja e Lefortovo) è in comune con la linea 11. Una volta completate le varie sezioni della linea 11, il percorso della linea Nekrasovskaja verrà arretrato alla stazione di Nižegorodskaja, risultando così grosso modo parallelo a quello della linea 7, la più congestionata di tutta la rete, collegando i quartieri periferici di Nekrasovka e Kosino-Uchtomskij e le città alla periferia sud-est di Mosca con il centro della capitale russa.

## Storia

### Cronologia
| Tratta              | Data di apertura | Lunghezza | Note                                                                                          |
| ------------------- | ---------------- | --------- | --------------------------------------------------------------------------------------------- |
| Kosino – Nekrasovka | 3 giugno 2019    | 6,9 km    |                                                                                               |
| Kosino - Lefortovo  | 27 marzo 2020    | 15,4 km   | Il tracciato aperto tra le stazioni di Nižegorodskaja e Lefortovo è in comune con la linea 11 |
| Totale              | 4 stazioni       | 22,3 km   |                                                                                               |

## Interscambi
| Linea                             | Alla stazione di |
| --------------------------------- | ---------------- |
| Linea Tagansko-Krasnopresnenskaja | Kosino           |
| Linea Kalininskaja-Solncevskaja   | Aviamotornaja    |
| Anello centrale di Mosca          | Nižegorodskaja   |